# GD Estoril Praia
GD Estoril Praia (în portugheză Grupo Desportivo Estoril Praia) este un club de fotbal din Estoril, Portugalia, care evoluează în Primeira Liga.
Această echipă evoluează în Liga Vitalis (liga a-II din Portugalia). GD Estoril Praia este echipa la care a debutat Tiago Gomes, care a jucat ulterior la echipa FC FCSB SA.

## Jucători notabili
- Pauleta
- Paulo Ferreira
- Carlos Manuel
- Hans Eskilsson
- Erwin Sánchez
- Stoycho Mladenov
- Hélder Cristóvão
- Tomislav Ivković